# 청양정산동화제
청양정산동화제(靑陽定山洞火祭)는 대한민국 충청남도 청양군 정산면 송학리에서 한 해의 시작을 앞둔 정초에 치러지는 전통 민속축제이다. 1989년 12월 29일 충청남도의 무형문화재 제9호로 지정되었다.

## 개요
청양동화제는 한 해의 시작을 앞둔 정초에 치러지는 전통적 민속축제로 약 400년 전부터 칠갑산을 중심으로 주변 마을에서 전승되어 왔다. 유래에 대하여는 임진왜란(1592) 때 왜적에 대항하기 위해 불을 이용한데서 비롯된 것으로 추측된다.
매년 음력 1월 14일 저녁에 마을 사람들은 정성들여 목욕재계하고 산에 가서 나무를 한 짐씩 베어다가 동화대를 세운다. 달이 뜨면 마을신에게 제사를 올리며 마을의 평안과 풍년을 기원하고, 모든 부정한 것은 불에 태워 액운을 제거한다. 제사가 끝나면 주민들이 한데 어우러져 준비된 음식과 술을 나누어 먹으며 흥겹게 노는데 지게가마타기, 휘장돌기를 하며 부르는 전통적인 노래들이 남아 있다.
청양동화제는 다른 지역에서는 찾아볼 수 없는 특이한 제사의식으로 온 주민이 합심하여 동화대를 불태우면서 불의 신령스런 기운으로 모든 부정한 것을 제거하고자 하는 염원을 담고 있다.

## 전승자
| 구분         | 성명 (생년월일)    | 성별 | 기예능 | 주소                           | 인정·해제일자   | 비고 |
| ------------ | ------------------ | ---- | ------ | ------------------------------ | --------------- | ---- |
| 전수교육조교 | 이길우 (1960.7.17) |      |        | 충남 청양군 정산면 충의로 1844 | 2019.12.20 인정 |      |

## 참고 문헌
- 청양정산동화제 - 국가유산청 국가유산포털